# Lesko
Lesko város Délkelet-Lengyelországban, melynek lélekszáma 5755 fő volt 2006-ban. A város a Besszádokban található, a Jasło – Sanoki-völgyekben helyezkedik el és átlagos tengerszint feletti magassága 390 méter, bár a város környékén számos kisebb hegy is magaslik. A város 2002-ben vált járási központtá, amikor a korábban Bieszczady járáshoz tartozó öt település (és Lesko) kiváltak, és megalakult az önálló Leskói járás. A járás és a város 1999 óta a Kárpátaljai vajdasághoz tartozik, előtte 1975 és 1998 között a Krosnói vajdasághoz tartozott.

## Történelme
Leskót vélhetően a tizennegyedik században alapították és az első írásos emlék, amelyben szerepel a neve, 1436-ból származik. Városi előjogokat 1469 környékén kapott, amikor a város a Kmita család tulajdonában volt. A tizenhetedik században a város kereskedelmi és kézművesipari központtá vált, amikor is a svéd csapatok kifosztották a nagy északi háború idején. 1772-ben Lengyelország első felosztása után a város a Habsburg Birodalom részévé vált, egészen 1918-ig, amikor is Lengyelország visszanyerte függetlenségét. 1872-ben egy vasútvonal épült a várostól 3 kilométernyire északra.
1890-ben 2425 zsidó lakosa volt a városnak.
1939 szeptemberében, Lengyelország területi felosztását követően a Molotov–Ribbentrop-paktum alapján, a német és a szovjet megszállás közötti határ Lesko vidékén a San folyó mentén húzódott. Ezért a város a szovjet területekhez került, mivel a folyó keleti partján feküdt. 1940-41 során a Molotov-vonal kiépítése során a szovjetek bunkerekből álló védvonalat építettek a folyó mentén, hogy megakadályozzák a folyón való átszökés lehetőségét. Néhány bunker a városon belül épült fel. A Barbarossa hadművelet idején a németek lerombolták a bunkereket az inváziójuk keretén belül. A bunkerek romjai a mai napig láthatóak a környéken. A városból 1944 szeptemberében a Vörös Hadsereg űzte ki a német csapatokat. 1945-ben a határ Lengyelország és a Szovjetunió között a San folyótól keletebbre tevődött át, ezért Lesko városa Lengyelországhoz került. Ennek ellenére még mindig nagyon közel volt a szovjet határ, ám az 1951-es lengyel–szovjet határrendezés során a határok jóval keletebbre tolódtak.
A háború során a város zsidó lakosságának 60%-át elhurcolták és kivégezték a holokauszt során a német csapatok.
A háborút követő években a lengyel hadsereg és az Ukrán Felkelő Hadsereg (UPA) közt számos összecsapásra került sor. 1947-ben a Visztula-hadművelet során kiűzték az ukránokat a vidékről és megszűntek az összecsapások. A város az 1950-es években kezdett újjáéledni, miután a lengyel kormány támogatta más vidékek lakóit abban, hogy itt telepedjenek le.
Manapság Lesko a Besszádok kapuja és a városban számos üdülőközpont található.

## Ismert emberek
- Franciszek Ksawery d’Abancourt de Franqueville – író, tudós
- Janusz Gołda – regényíró, publicista
- Korneliusz Pacuda – zenész, a város díszpolgára
- Franciszek Pułaski – lovasszázados, Kazimierz Pułaski tábornok unokatestvére, aki Leskóban halt meg

## Túraútvonalak
A város közelében halad el az E8-as európai túraösvény.

## Fordítás
- Ez a szócikk részben vagy egészben  a   Lesko című angol Wikipédia-szócikk ezen változatának fordításán alapul.  Az eredeti cikk szerkesztőit annak laptörténete sorolja fel. Ez a jelzés csupán a megfogalmazás eredetét és a szerzői jogokat jelzi, nem szolgál a cikkben szereplő információk forrásmegjelöléseként.